# Aliona Moon
Aliona Munteanu, művésznevén Aliona Moon (Chișinău, 1989. május 25. –) moldáv énekesnő. Ő képviselte Moldovát a 2013-as Eurovíziós Dalfesztiválon Malmőben, az O mie című dallal. Aliona Moon a TRM Moldova által szervezett 24 fős nemzeti döntőben nyerte el az indulás jogát. Dalát Pasha Parfeni illetve Iuliana Scutaru jegyezték.
Aliona már korábban részt vett a dalfesztiválon, a 2012-ben moldáv színekben induló Pasha Parfeninek ő volt az egyik vokalistája. Az ezt követő évben szerepet cseréltek: Aliona mint énekesnő állt a színpadra, Pasha pedig zongorán kísérte.

## Fordítás
- Ez a szócikk részben vagy egészben  az   Aliona Moon című angol Wikipédia-szócikk fordításán alapul.  Az eredeti cikk szerkesztőit annak laptörténete sorolja fel. Ez a jelzés csupán a megfogalmazás eredetét és a szerzői jogokat jelzi, nem szolgál a cikkben szereplő információk forrásmegjelöléseként.